# Formuladeildin (2007)
Formuladeildin (2007) – 64. edycja pierwszej ligi Wysp Owczych, która odbyła się od 1 kwietnia do 27 października 2007. Udział wzięło w niej 10 zespołów. W miejsce ÍF Fuglafjørður i B68 Toftir, które odpadły po sezonie 2006 weszły kluby AB Argir oraz B71 Sandoy. Obrońcą tytułu był dziewiętnastokrotny mistrz HB Tórshavn, który zajął tym razem czwarte miejsce, po raz pierwszy w swej historii zwycięzcą została drużyna NSÍ Runavík. Do niższej ligi spadły zespoły AB Argir i VB/Sumba.

## Tabela ligowa
| Poz. | Klub                | M  | Pkt. | Mecze | Mecze | Mecze | Bramki | Bramki |
| Poz. | Klub                | M  | Pkt. | zw.   | rem.  | por.  | zdob.  | str.   |
| ---- | ------------------- | -- | ---- | ----- | ----- | ----- | ------ | ------ |
| 1    | NSÍ Runavík         | 27 | 61   | 19    | 4     | 4     | 52     | 24     |
| 2    | EB/Streymur         | 27 | 54   | 17    | 3     | 7     | 58     | 33     |
| 3    | B36 Tórshavn        | 27 | 52   | 15    | 7     | 5     | 47     | 23     |
| 4    | HB Tórshavn         | 27 | 49   | 15    | 4     | 8     | 59     | 34     |
| 5    | GÍ Gøta             | 27 | 38   | 11    | 5     | 11    | 46     | 53     |
| 6    | Skála Ítróttarfelag | 27 | 34   | 10    | 4     | 13    | 27     | 42     |
| 7    | KÍ Klaksvík         | 27 | 33   | 9     | 6     | 12    | 44     | 47     |
| 8    | B71 Sandoy          | 27 | 32   | 9     | 5     | 13    | 39     | 49     |
| 9    | AB Argir            | 27 | 17   | 4     | 5     | 18    | 30     | 55     |
| 10   | VB/Sumba            | 27 | 11   | 2     | 5     | 20    | 27     | 71     |

| Legenda:                          |
| Eliminacje Ligi Mistrzów          |
| Eliminacje Pucharu UEFA           |
| Eliminacje Pucharu Intertoto UEFA |
| Mecz o pozostanie w lidze         |
| Spadek                            |

## Strzelcy
| Miejsce | Kraj        | Zawodnik             | Klub         | Bramki |
| ------- | ----------- | -------------------- | ------------ | ------ |
| 1       | Francja     | Amed Davy Sylla      | B36 Tórshavn | 18     |
| 2       | Wyspy Owcze | Arnbjørn Hansen      | EB/Streymur  | 14     |
| 3       | Anglia      | Paul Clapson         | KÍ Klaksvík  | 13     |
|         | Dania       | Christian Lundberg   | GÍ Gøta      | 13     |
| 5       | Brazylia    | Clayton Soares       | B71 Sandur   | 11     |
|         | Rumunia     | Sorin Anghel         | EB/Streymur  | 11     |
|         | Wyspy Owcze | Rógvi Jacobsen       | HB Tórshavn  | 11     |
| 8       | Brazylia    | Anderson Castilho    | NSÍ Runavík  | 9      |
|         | Wyspy Owcze | Andrew av Fløtum     | HB Tórshavn  | 9      |
| 10      | Wyspy Owcze | Fróði Benjaminsen    | B36 Tórshavn | 8      |
|         | Wyspy Owcze | Hans Pauli Samuelsen | EB/Streymur  | 8      |